# Аннеліз Кобергер
Аннеліз Кобергер (англ. Annelise Coberger) — новозеландська гірськолижниця, олімпійська медалістка.
Народилася в Крайстчерчі. Аннеліз — перша людина з Південної півкулі, що виграла медаль на зимовій Олімпіаді. Вона завоювала срібло у слаломі під час Зимових Олімпійських ігор в Альбервілі (Франція) 1992 року. До 2018 року вона була власницею єдиної медалі зимової Олімпіади серед представників Нової Зеландії. Завдяки цьому успіху, на щорічному врученні премії Halberg Awards була удостоєна звання спортсмен року Нової Зеландії. Кобергер також брала участь у зимових Олімпійських іграх 1994 року у Ліллегаммері, але не закінчила навіть першого кола змагань у слаломі.
Серед інших перемог Аннеліз Кобергер лише один виграш слалому на етапі Кубка світу. Кобергер завершила змагатись на міжнародному рівні через пару років після успіху на Олімпіаді. Після завершення спортивної кар'єри вступила на службу до поліції Нової Зеландії.

## Перемоги на Кубку світу
| Дата               | Розташування | Гонки  |
| 14 січня 1992 року | Гінтерстодер | Слалом |